# Гессенек
Гессенек (нім. Hesseneck) — громада в Німеччині, знаходиться в землі Гессен. Підпорядковується адміністративному округу Дармштадт. Входить до складу району Оденвальд.
Площа — 29,98 км2. Населення становить Невірний параметр metadata 06 437 008 ос. (станом на 31 грудня 2020).